# Šóhei Imamura
Šóhei Imamura (15. září 1926 Tokio – 30. května 2006 Tokio) byl japonský filmový režisér a scenárista. Bývá označován za klíčového představitele japonské Nové vlny, neboli „Nuberu bagu“ (spolu s Nagisou Ošimou či Masahirem Šinodou). Typickými náměty jeho „antropologických“ děl zkoumajících skrývanou tvář japonské společnosti je život lidí na okraji (prostitutek, tvůrců pornografie, zločinců) či temné vášně a touhy (incest apod.) Za film Balada o Narajamě získal Zlatou palmu na festivalu v Cannes roku 1983, stejného ocenění se roku 1997 dostalo jeho snímku Úhoř. Na Zlatou palmu byly nominovány i jeho snímky Kuplíř (1987), Černý déšť (1989) a Vlažná voda pod červeným mostem (2001). Na Zlatého medvěda na Berlinale byly nominovány filmy Můj druhý bratr (1960) a Záznam o japonském hmyzu (1964). Na Césara pak snímek 11'09'01 (2003). Ke klasickým dílům japonské nové vlny patří i „šedesátnické” snímky jako Rudá vražedná touha (1964), Úvod do antropologie (1966) či Hluboká touha po božstvu (1968). Vystudoval dějiny na Univerzitě Waseda, absolvoval roku 1951. Lákal ho však film, a tak po škole dělal asistenta Jasudžiró Ozuovi. Roku 1958 natočil první vlastní film, v roce 1965 založil vlastní produkční společnost, roku 1975 filmovou školu. Jeho syn Daisuke Tengan se stal scenáristou a spolupracoval s otcem na některých jeho filmech.